# 内埠镇
内埠镇，是中华人民共和国河南省洛陽市汝阳县下辖的一个乡镇级行政单位。

## 行政区划
内埠镇下辖以下地区：
内埠村、马坡村、双泉村、黄湾村、湾寨村、上岗底村、下岗底村、柳沟村、池子头村、东金庄村、西金庄村和南坡村。